# روس ماك إيوان
روس ماك إيوان (بالإنجليزية: Ross McEwan)‏ هو كبير الإداريين التنفيذيين نيوزلندي، ولد في 16 يوليو 1957.